# Adelgunde von Bayern

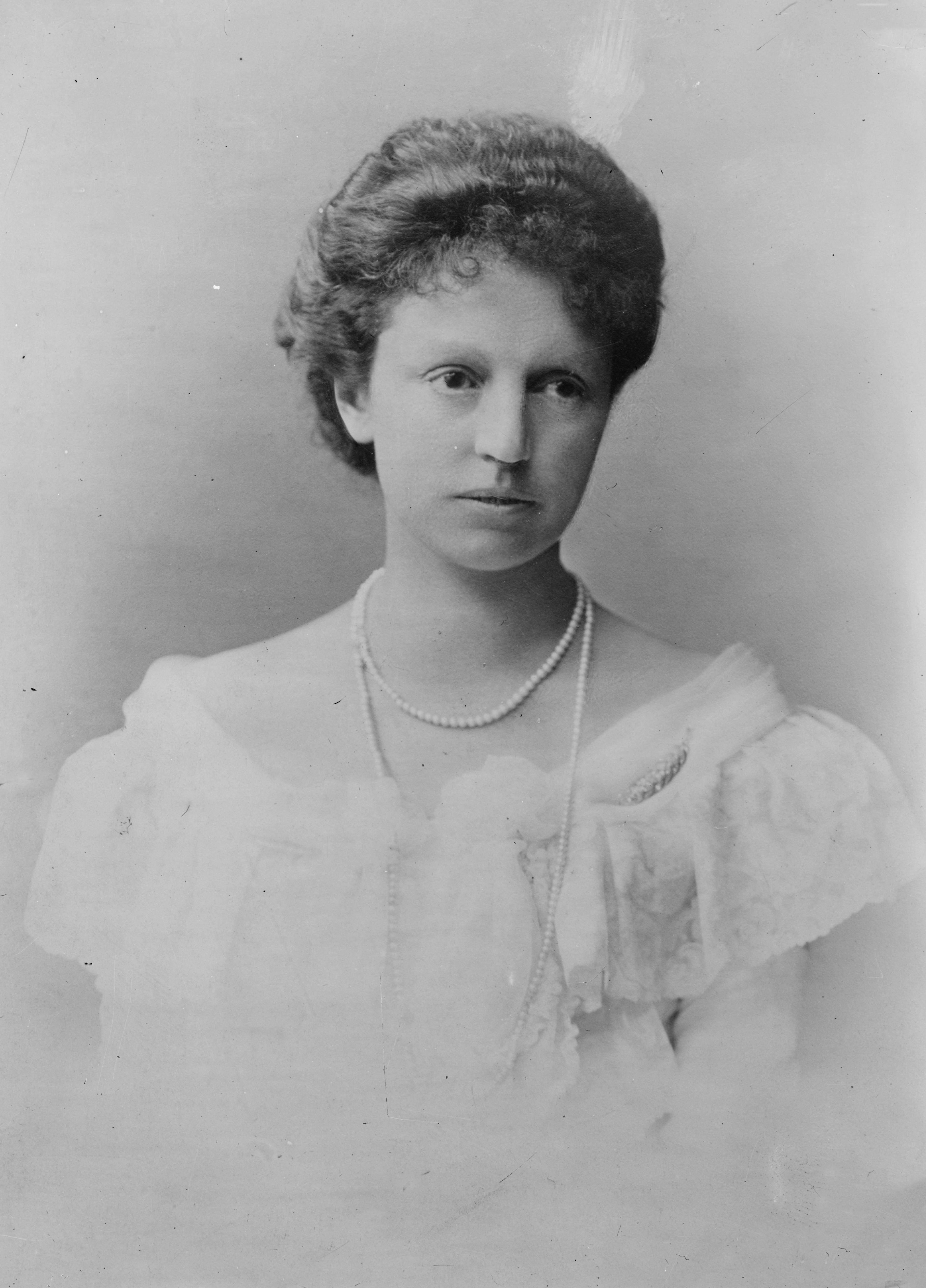
Adelgunde von Bayern

Adelgunde Maria Augusta Therese Prinzessin von Bayern (* 17. Oktober 1870 in Lindau; † 4. Januar 1958 in Sigmaringen) war die Tochter von König Ludwig III. und dessen Ehefrau Maria Theresia von Modena.

## Leben
Am 20. Januar 1915 heiratete sie den Fürsten Wilhelm von Hohenzollern, den Sohn von Prinz Leopold von Hohenzollern-Sigmaringen und Antonia Maria de Bragança e Saxe-Coburgo-Gotha, Infantin von Portugal. Diese Ehe blieb ohne Nachkommen.
Nach Wilhelms Tod lebte die an Botanik, Literatur und Musik interessierte Fürstin, die zahlreiche soziale Aufgaben wahrnahm, zurückgezogen im Prinzenbau in Sigmaringen.
Adelgunde starb 1958 im Alter von 87 Jahren in Sigmaringen.

### Vorfahren
| Ahnentafel von Adelgunde von Bayern | Ahnentafel von Adelgunde von Bayern                                                               | Ahnentafel von Adelgunde von Bayern                                                                                          | Ahnentafel von Adelgunde von Bayern                                                                             | Ahnentafel von Adelgunde von Bayern                                                                 | Ahnentafel von Adelgunde von Bayern                                                                                  | Ahnentafel von Adelgunde von Bayern                                                                                  | Ahnentafel von Adelgunde von Bayern                                                                                  | Ahnentafel von Adelgunde von Bayern                                                                                  |
| ----------------------------------- | ------------------------------------------------------------------------------------------------- | --- | --- | --------------------------------------------------------------------------------------------------- | --- | --- | --- | --- |
| Ururgroßeltern                      | König Maximilian I. Joseph (1756–1825) ⚭ 1785 Auguste Wilhelmine von Hessen-Darmstadt (1765–1796) | Herzog Friedrich von Sachsen-Hildburghausen (1763–1834) ⚭ 1785 Charlotte Georgine Luise von Mecklenburg-Strelitz (1769–1818) | Großherzog Ferdinand III. von Österreich-Toskana (1769–1824) ⚭ 1790 Luisa Maria von Neapel-Sizilien (1773–1802) | Maximilian von Sachsen (1759–1838) ⚭ 1792 Caroline von Bourbon-Parma (1770–1804)                    | Erzherzog Ferdinand Karl von Österreich (1754–1806) ⚭ 1812 Maria Beatrice d’Este (1750–1829)                         | König Viktor Emanuel I. von Sardinien (1759–1824) ⚭ 1789 Maria Theresia von Österreich-Este (1773–1832)              | Kaiser Leopold II. (1747–1792) ⚭ 1765 Maria Ludovica von Spanien (1745–1792)                                         | Ludwig von Württemberg (1756–1817) ⚭ 1784 Henriette von Nassau-Weilburg (1780–1857)                                  |
| Urgroßeltern                        | König Ludwig I. (1786–1868) ⚭ 1810 Therese von Sachsen-Hildburghausen (1792–1854)                 | König Ludwig I. (1786–1868) ⚭ 1810 Therese von Sachsen-Hildburghausen (1792–1854)                                            | Großherzog Leopold II. von Österreich-Toskana (1797–1870) ⚭ 1816 Maria Anna von Sachsen (1799–1832)             | Großherzog Leopold II. von Österreich-Toskana (1797–1870) ⚭ 1816 Maria Anna von Sachsen (1799–1832) | Erzherzog Franz IV. von Österreich-Este, Herzog von Modena (1779–1846) ⚭ 1812 Maria Beatrix von Savoyen (1792–1840)  | Erzherzog Franz IV. von Österreich-Este, Herzog von Modena (1779–1846) ⚭ 1812 Maria Beatrix von Savoyen (1792–1840)  | Erzherzog Joseph Anton Johann von Österreich (1776–1847) ⚭ 1819 Maria Dorothea von Württemberg (1797–1855)           | Erzherzog Joseph Anton Johann von Österreich (1776–1847) ⚭ 1819 Maria Dorothea von Württemberg (1797–1855)           |
| Großeltern                          | Prinzregent Luitpold von Bayern (1821–1912) ⚭ 1844 Auguste Ferdinande von Österreich (1825–1864)  | Prinzregent Luitpold von Bayern (1821–1912) ⚭ 1844 Auguste Ferdinande von Österreich (1825–1864)                             | Prinzregent Luitpold von Bayern (1821–1912) ⚭ 1844 Auguste Ferdinande von Österreich (1825–1864)                | Prinzregent Luitpold von Bayern (1821–1912) ⚭ 1844 Auguste Ferdinande von Österreich (1825–1864)    | Erzherzog Ferdinand Karl von Österreich-Este (1821–1849) ⚭ 1847 Elisabeth Franziska Maria von Österreich (1831–1903) | Erzherzog Ferdinand Karl von Österreich-Este (1821–1849) ⚭ 1847 Elisabeth Franziska Maria von Österreich (1831–1903) | Erzherzog Ferdinand Karl von Österreich-Este (1821–1849) ⚭ 1847 Elisabeth Franziska Maria von Österreich (1831–1903) | Erzherzog Ferdinand Karl von Österreich-Este (1821–1849) ⚭ 1847 Elisabeth Franziska Maria von Österreich (1831–1903) |
| Eltern                              | König Ludwig III. (1845–1921) ⚭ 1868 Marie Therese von Österreich-Este (1849–1919)                | König Ludwig III. (1845–1921) ⚭ 1868 Marie Therese von Österreich-Este (1849–1919)                                           | König Ludwig III. (1845–1921) ⚭ 1868 Marie Therese von Österreich-Este (1849–1919)                              | König Ludwig III. (1845–1921) ⚭ 1868 Marie Therese von Österreich-Este (1849–1919)                  | König Ludwig III. (1845–1921) ⚭ 1868 Marie Therese von Österreich-Este (1849–1919)                                   | König Ludwig III. (1845–1921) ⚭ 1868 Marie Therese von Österreich-Este (1849–1919)                                   | König Ludwig III. (1845–1921) ⚭ 1868 Marie Therese von Österreich-Este (1849–1919)                                   | König Ludwig III. (1845–1921) ⚭ 1868 Marie Therese von Österreich-Este (1849–1919)                                   |
| Adelgunde von Bayern                |                                                                                                   | | | | | | | |